# 제시카 하인스
제시카 하인스(Jessica Hynes, 1972년 11월 15일 ~ )는 잉글랜드의 배우이다.

## 출연 작품
- 더 파이트  (2018)
- 송버드 (2018)
- 스왈로 탐험대와 아마존 해적 (2016)
- 사이더 위드 로지 (2015)
- 윈터 (2015)
- 춤추는 개 : 펏지 (2014)
- 업 디 위민 (2013)
- 크리스마스 스타2 (2012)
- 더 로스트 익스플로러 (2010)
- 페인트하트 (2008)
- 사랑은 음악처럼 (2007)
- 나의 판타스틱 데뷔작 (2007)
- 컨페티 (2006)
- 움직이는 손가락 (2006)
- 새벽의 황당한 저주 (2004)